# Maxim Maximowitsch Nenachow
Maxim Maximowitsch Nenachow (russisch Максим Максимович Ненахов; * 13. Dezember 1998 in Krasnogorsk) ist ein russischer Fußballspieler.

## Karriere

### Verein
Nenachow begann seine Karriere beim FK Dynamo Moskau. Zur Saison 2016/17 rückte er in den Kader der drittklassigen Zweitmannschaft von Dynamo. Für diese kam er in jener Saison zu 19 Einsätzen in der Perwenstwo PFL. Nach der Saison 2016/17 stellte Dynamo-2 den Spielbetrieb ein und Nenachow rückte wieder in den Kader der U-19-Mannschaft. Im Januar 2018 wurde er an den Zweitligisten FK Tjumen verliehen. Im März 2018 debütierte er gegen den FK Nischni Nowgorod in der Perwenstwo FNL. Bis zum Ende der Leihe kam er zu 13 Zweitligaeinsätzen.
Zur Saison 2018/19 wurde Nenachow an den ebenfalls zweitklassigen FK SKA-Chabarowsk weiterverliehen. In Chabarowsk absolvierte er 25 Zweitligapartien. Zur Saison 2019/20 kehrte der Außenverteidiger nicht mehr nach Moskau zurück, sondern wechselte zum Zweitligisten Rotor Wolgograd. In Wolgograd kam er bis zur Winterpause zu 24 Zweitligaeinsätzen.
Im Januar 2020 schloss Nenachow sich dem Erstligisten Achmat Grosny an. Im Februar 2020 debütierte er gegen den FK Rostow in der Premjer-Liga. Bis Saisonende spielte er neunmal für die Tschetschenen in der höchsten russischen Spielklasse. In der Saison 2020/21 kam er zu 27 Erstligaeinsätzen in Grosny. Zur Saison 2021/22 wechselte Nenachow innerhalb der Liga zu Lokomotive Moskau.

### Nationalmannschaft
Nenachow absolvierte im September 2018 ein Spiel für die russische U-20-Auswahl. Im November 2020 debütierte er für die U-21-Mannschaft.